# Guerau I d'Armanyac
Guerau I Trancalleó, mort el 1020, fou comte d'Armanyac de 995 a 1020; era el fill de Bernat I, comte d'Armanyac.
La seva valentia li va aportar el sobrenom de Trancalleó (Trancaléon ou Tranche-Lion) o sigui "Trenca Lleó", però la història no ha transmès més que poques coses sobre les seves accions.
Es va casar amb Adalais d'Aquitània, filla de Guillem V el Gran, duc d'Aquitània i comte de Poitiers, i de la seva segona dona, Brisca, l'hereva del ducat de Gascunya. Va tenir:
- Galdis, vescomtessa de Corneilhas (moderna Cornelhan/Corneillan, prop d'Aire-sur-l'Adour), casada amb Ademar de Polestron.
- Bernat II Tumapaler († després de 1064), comte d'Armanyac.

Jean Justin Monlezun li atribueix dues altres noies i un fill, però sembla que es tracta de confusions.

## Font
- Jean-Justin Montlezun, Histoire de la Gascogne depuis les temps les plus reculés jusqu'à nos jours, Auch, J.-A. Portes després Brun, 1846-1850
- Web.GénéalogieArxivat 2009-06-08 a Wayback Machine.